# Eratosthenes (kráter)

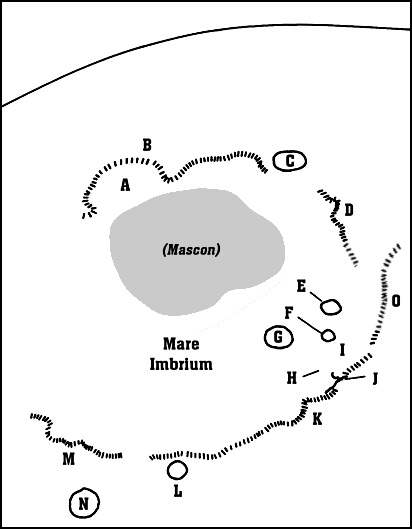
Mapa Mare Imbrium a okolí kráteru: L – kráter Eratosthenes, K - pohoří Apeniny, N – kráter Koperník, M - pohoří Karpaty.

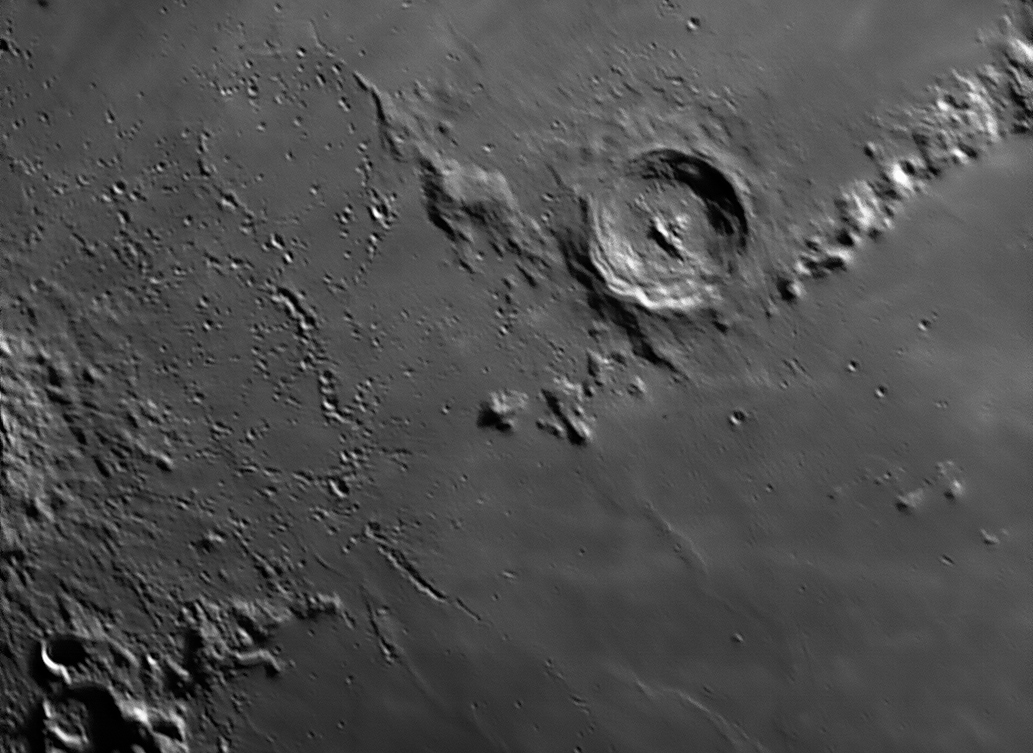
Kráter Eratosthenes.

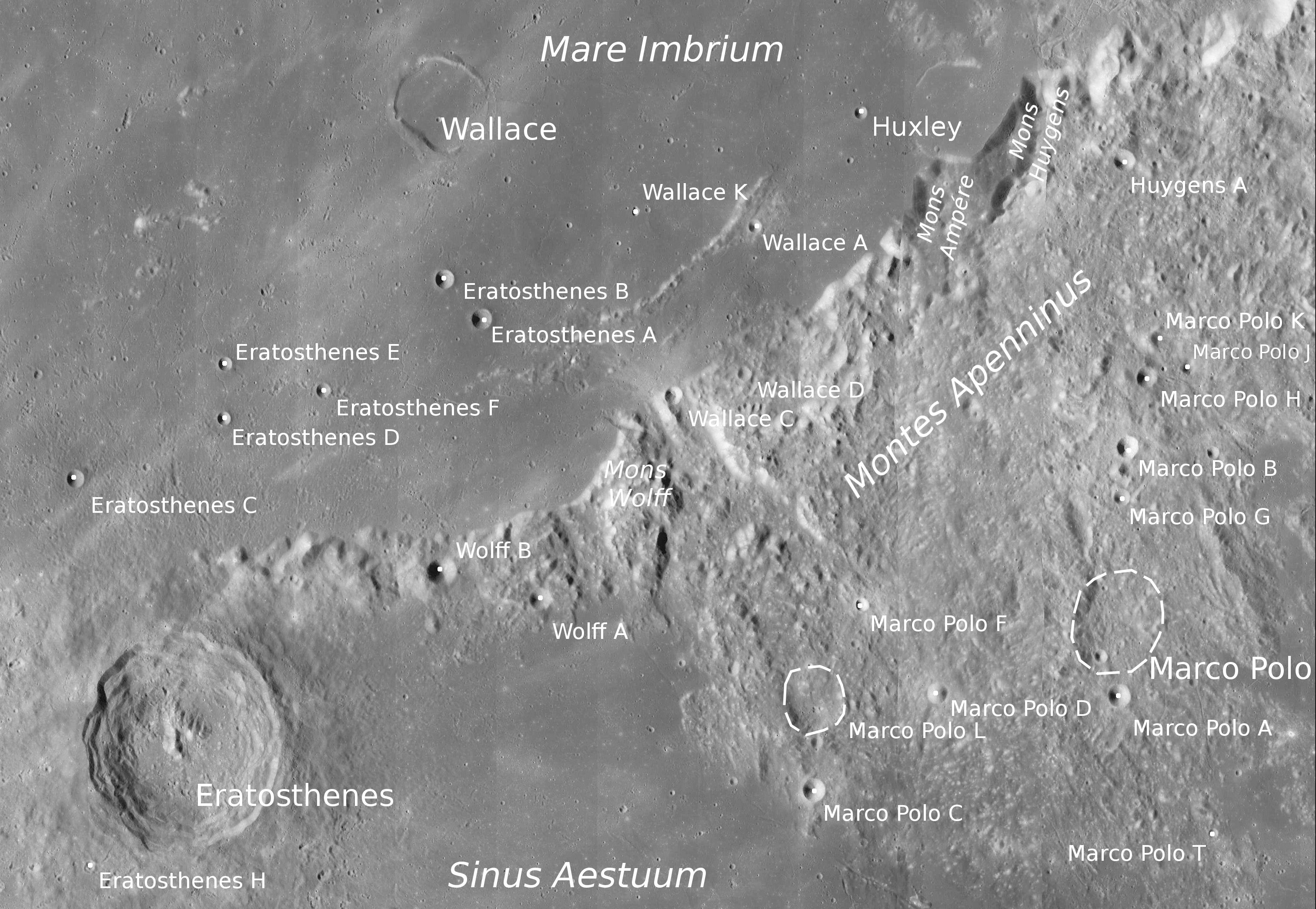
Kráteru Eratosthenes a okolí.

Eratosthenes je impaktní měsíční kráter nacházející se poblíž středu přivrácené strany Měsíce. Leží na okraji měsíčního moře Mare Imbrium, měsíčního pohoří Apeniny a zálivu Sinus Aestuum. Nazván byl po starořeckém matematikovi, astronomovi a geografovi Eratosthenovi z Kyrény.
Kráter Eratosthenes je starý pravděpodobně 3,2 mld. let a bylo po něm nazváno jedno z geologických období Měsíce (Eratosthénská éra).

## Popis vzhledu
Průměr kráteru je 59 km a jeho dno se nachází v hloubce 3 600 m. Je to komplexní kráter s výraznými centrálními vrcholky a terasovitými vnitřními stěnami. Kolem kráteru lze nalézt systém paprsků, který byl však na západní části překryt jiným systémem, který vznikl při vzniku mladšího, a proto i výraznějšího kráteru Koperník.

## Satelitní krátery
V tabulce jsou krátery, které souvisí s kráterem Eratosthenes.
| Eratosthenes | Sel. šířka | Sel. délka | Průměr |
| ------------ | ---------- | ---------- | ------ |
| A            | 18.4° S    | 8.3° Z     | 6 km   |
| B            | 18.7° S    | 8.7° Z     | 5 km   |
| C            | 16.9° S    | 12.4° Z    | 5 km   |
| D            | 17.5° S    | 10.9° Z    | 4 km   |
| E            | 18.0° S    | 10.9° Z    | 4 km   |
| F            | 17.7° S    | 9.9° Z     | 4 km   |
| H            | 13.3° S    | 12.2° Z    | 3 km   |
| K            | 12.9° S    | 9.2° Z     | 5 km   |
| M            | 14.0° S    | 13.6° Z    | 4 km   |
| Z            | 13.8° S    | 14.1° Z    | 1 km   |

### Externí odkazy

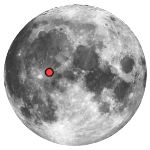
Poloha kráteru Eratosthenes.